# Kakuda (Miyagi)
Kakuda (角田市 Kakuda-shi?) es una ciudad localizada en la prefectura de Miyagi, Japón. En octubre de 2018 tenía una población de 29.064 habitantes y una densidad de población de 197 personas por km². Su área total es de 147,53 km².

## Geografía

### Municipios circundantes
- Prefectura de Miyagi
  - Shiroishi
  - Watari
  - Yamamoto
  - Wakuya
  - Shibata
  - Ōgawara
  - Marumori

## Demografía
Según datos del censo japonés, la población de Kakuda ha disminuido en los últimos años.
| Año del censo | Población |
| ------------- | --------- |
| 1995          | 35.316    |
| 2000          | 34.354    |
| 2005          | 33.199    |
| 2010          | 31.336    |
| 2015          | 30.180    |